# Come on Die Young
Come on Die Young är det skotska bandet Mogwais andra studioalbum. Det släpptes 1999 och producerades av David Fridmann.
Merparten av låtarna på albumet är lite lugnare och långsammare, men skivans näst sista spår "Christmas Steps", står i kontrast till detta med sin vildare karaktär.
"Punk Rock" innehåller ett samplat tal av Iggy Pop som är taget från en intervju med honom på Canadian Broadcasting Corporation (CBC) 1977.

## Låtlista
1. "Punk Rock:" – 2:08
2. "Cody" – 6:33
3. "Helps Both Ways" – 4:53
4. "Year 2000 Non-Compliant Cardia" – 3:25
5. "Kappa" – 4:52
6. "Waltz for Aidan" – 3:44
7. "May Nothing But Happiness Come Through Your Door" – 8:29
8. "Oh! How the Dogs Stack Up" – 2:03
9. "Ex-Cowboy" – 9:09
10. "Chocky" – 9:23
11. "Christmas Steps" – 10:39
12. "Punk Rock/Puff Daddy/Antichrist" – 2:14